# Spirits Rejoice
Spirits Rejoice – album nagrany przez Alberta Aylera we wrześniu 1965 r. i wydany przez firmę ESP-Disk w tym samym roku.

## Muzyka
Jedna z najbardziej głośnych a nawet hałaśliwych płyt Aylera, równocześnie jest to płyta niezwykle dynamiczna; łagodne, niemal liryczne partie sąsiadują z gwałtownymi partiami totalnej improwizacji wszystkich muzyków. Została nagrana przez sekstet oraz dodatkowego klawesynistę stwarzającego prawdziwie niebiański nastrój swoją wstępną partą do Angels. Do wrażenia ogólnej hałaśliwości muzyki przyczynili się trębacz Don Ayler (brat saksofonisty) i saksofonista altowy Henry Grimes. Jednocześnie ich obecność pozwoliła Aylerowi na używanie niższych rejestrów swojego saksofonu tenorowego, gdyż wyższe zostały całkowicie zajęte przez niezwykle energicznego (chociaż pozbawionego większych subtelności) Dona Aylera i dynamicznego Grimesa na alcie.
W kilku utworach, przynajmniej w trzech, gra pełny sekstet, czyli partie kontrabasów są dublowane.
Album ten stanowi jedną z najlepszych egzemplifikacji nowego "energy style" Aylera.

## Muzycy
Sekstet+
- Albert Ayler – saksofon tenorowy
- Donald Ayler – trąbka
- Charles Tyler – saksofon altowy
- Henry Grimes – kontrabas
- Gary Peacock – kontrabas
- Sunny Murray – perkusja
- Call Cobbs – klawesyn (tylko w utworze "Angels")

## Utwory

### Strona pierwsza
| 1. | Spirits Rejoice | 11:31 |
|    |                 |       |
| 2. | Holy Family     | 2:10  |
|    |                 |       |
|    |                 | 13:41 |
|    |                 |       |

### Strona druga
| 1. | D.C.    | 7:55  |
|    |         |       |
| 2. | Angels  | 5:54  |
|    |         |       |
| 3. | Prophet | 5:25  |
|    |         |       |
|    |         | 19:14 |
|    |         |       |

## Opis płyty

### Płyta analogowa (oryginał)
- Inżynier dźwięku – David Hancock
- Miejsce nagrania – Judson Hall, Nowy Jork.
- Data nagrania – 23 września 1965
- Projekt okładki – Sandra H. Stollman
- Kompozycje – Albert Ayler
- Długość – 32:55
- Numer katalogowy – ESP 1020
- © 1965 przez United International

### Inne wydania
- ESP Explosive 538.111 (Francja)
- SMJ7492, BT5003, SFX10713 (Japonia)
- ESP/BASE ESPS 1020 (Włochy)
- Get Back GET1006 (Włochy)(winyl) i GET1006CD
- Calibre ESPCD 1020 (Holandia)
- ESP ESPCD 1020 (USA).
- Także jako część The Complete Esp Disk Recordings, Abraxas ESP1 (Włochy).

Utwór Holy Family został także wydany na singlu ESP-disk ESP 4506, jako strona B dla utworu Ornette'a Colemana Sadness nagranego w Town Hall w 1962 (z albumu ESP 1006).